# Cazadora (Buffyverso)
Una Cazadora, en el ficticio Buffyverso establecido por Buffy y Angel es una joven mujer otorgada de poderes místicos cuyo origen es la esencia de un demonio puro, los cuales le dan sentidos, fuerza, velocidad, resistencia, agilidad y curación sobrehumanas en la lucha contra las fuerzas de la oscuridad. También puede recibir sueños proféticos durante las pocas horas que necesita dormir.
La Profecía de la Cazadora declara: «En cada generación nace una Cazadora: una niña en todo el mundo, una elegida. Ella sola empuñará la fuerza y habilidad para luchar contra los vampiros, demonios, y las fuerzas de la oscuridad; para detener la propagación de su maldad y el aumento de sus números. Ella es la Cazadora».
Aunque sea conocida principalmente como «Cazavampiros», incluso por los Vigilantes(en) y los mismos vampiros, la Cazadora puede actuar como una defensora contra cualquier amenaza sobrenatural.

## Poderes y habilidades
Los poderes que se les otorgan a las Cazadoras consisten principalmente en mejoras físicas.
- Fuerza sobrenatural: Las Cazadoras están dotadas con una fuerza física mayor que la de los seres humanos ordinarios, algunos demonios y la mayoría de los vampiros. Una vez Angel, un vampiro, afirmó que Buffy era «un poco más fuerte» que él. Según Zoë Kuryakin, una Cazadora en la década de 1950, cuando una Cazadora es activada, su fuerza se triplica, aparentemente al azar dependiendo de cada chica. El Consejo de Vigilantes solía registrar el nivel de fuerza de cada Cazadora, que era registrado una vez que la Cazadora era asesinada. La Cazadora más fuerte conocida fue Angelique Hawthorne, cuya fuerza se cuadruplicó cuando fue activada.
- Velocidad sobrenatural: Las Cazadoras son capaces de moverse más rápido y tienen mejores y mayores reflejos que los seres humanos ordinarios. Por ejemplo, Buffy ha esquivado balas varias veces y logró desactivar una trampa para osos sin quedar atrapada en ella.
- Agilidad sobrenatural: Las Cazadoras son capaces de hazañas de agilidad sobrehumanas. Ellas pueden saltar a grandes alturas y ejercicios de gimnasia que otros no pueden hacer.
- Durabilidad sobrenatural: Los cuerpos de las Cazadoras son sustancialmente más duros y resistentes a traumas contundentes que un ser humano común. Es difícil, aunque no imposible, lastimarlas, romperles algún hueso o dislocarles alguna articulación.
- Curación acelerada: A pesar de su durabilidad ante los traumas contundentes, la piel de una Cazadora puede ser perforada por afiladas armas o balas, pero se recuperan de lesiones muy graves en muy cortos períodos de tiempo. Por lo general, Buffy se cura completamente de sus heridas en tan solo veinticuatro horas, aunque con las lesiones más graves recuperarse le lleva por lo menos unos días. Buffy ha sobrevivido al contacto con un cable eléctrico: la normalmente letal descarga eléctrica solo la dejó inconsciente.
- Sueños proféticos: Las Cazadoras también poseen un tipo de precognición que les advierte del peligro inminente a través de sus sueños. Por ejemplo, los sueños de Buffy la advirtieron de su muerte a manos del Maestro y, a su vez, de la muerte de Angel; poco después, Angel perdió su alma y volvió a ser Ángelus, siendo fiel a su visión. Más adelante en la serie Buffy sueña con Faith, ella le habla y encuentra una manera de derrotar al Alcalde a través de su visión.
- Memorias colectivas: Dentro del "espacio de sueño" de una Cazadora hay un colectivo de memorias y profecías de Cazadoras heredadas. Todas las Cazadoras a través de los años comparten un vínculo psíquico, que se manifiesta en los sueños. Una Cazadora con frecuencia sueña sobre sí misma como una Cazadora en otro tiempo y lugar. Estos sueños suelen ser vagos, aunque también pueden ser proféticos. Los sueños existen en su propio plano místico o "paisaje del sueño", donde los sentidos precognitivos y las memorias de las Cazadoras heredadas se pueden manifestar. Además, las Cazadoras pueden aparecer en el sueño de las otras Cazadoras, y Buffy y Faith compartieron un sueño mientras esta última estaba en coma. La Cazadora Dana, que ya estaba mentalmente enferma por un trauma infantil, no podía distinguir estos recuerdos de la realidad.
- Conciencia incrementada: Las Cazadoras poseen una mayor conciencia de su entorno. Esta toma de conciencia puede, con la experiencia, permitir que la Cazadora sepa la posición de un atacante y luchar contra ellos con los ojos vendados o en la oscuridad. Sin embargo, esta no es una capacidad constante. Esta habilidad debe ser perfeccionada a través de la práctica y la Cazadora, por lo general, deben centrarse para lograr el mejor resultado. Una Cazadora también tiene la limitada capacidad de detectar la presencia de vampiros. Este poder debe ser perfeccionado como el aumento de la conciencia, y la Cazadora debe centrarse para lograr el pleno efecto. Esto no impide que los vampiros le tiendan una emboscada a Buffy (y a otras Cazadoras).

- Datos: Q2517292